# نوتوريوس بي. آي. جي.
نوتوريوس، بي. آي. جي. (بالإنجليزية: The Notorious B.I.G.)‏، واسمه الحقيقي كريستوفر جورج لوثر والاس (بالإنجليزية: Christopher George Latore Wallace)‏ المعروف أيضا بالأسماء بيغي سمولز (Biggie Smalls) وفرانك وايت (Frank White).
كان والاس مغني راب أمريكي مشهور سطع نجمه في التسعينات والذي ولد عام 1972 وتوفي عام 1997، الحروف B.I.G والتي تنتج المعنى لكلمة (كبير) باللغة الإنجليزية هي حرف مختصرة للجملة Business Instead of Game ومعناها (العمل بدل اللعب) وبعد موته أصبحت تعود إلى Books Instead of Guns والتي تعني (الكتب بدل المسدسات).
العداوة المستمرة بين شركات التسجيل والتوزيع والتي تعمل في مجال الهيب هوب كانت السبب يومها بعدم إعطاء والاس حقه من التقدير والاحترام على الصعيد الفني والاجتماعي ولكن بعد موته عام 1997 أصبح والاس يعتبر أسطورة الهيب هوب من قبل الكثيرين، ولقد عرف عن والاس القدرة على تأليف القصص وابيات الاغاني بشكل ارتجالي وبدون تفكير مسبق وأيضا بطريقة تأديته للاغاني وأسلوبه المبسط في التقديم والذي اتسم بشيء من التعقيد المدروس أحيانا وهذا الامر جعل منه أحد الفنانين الأكثر أهمية في تاريخ موسيقى الهيب هوب.

## البداية
ولد كريستوفر والاس في ضاحية بروكلين، ترك والده العائلة بعد زمن قصير من ولادته حيث عملت والدته بمهنة التعليم، ترك والاس المدرسة بشكل سري لكي يتاجر بالمخدرات لانها كانت تدر عليه الكثير من الاموال وبعد فترة توسعت أعماله لخارج بروكلين حيث أصبح يتاجر بالمخدرات في ولايتي فرجينيا وميريلاند أيضا ولكن في نهاية المطاف تم القبض عليه من قبل السلطات وايداعه في السجن حيث قضى هناك 10 أشهر، وبعد فترة قصيرة من إطلاق سراحه ولدت ابنته الأولى تيانا والتي كانت نتيجة لعلاقة غير شرعية بينه وبين صديقته.
قرر والاس ان يبدأ العمل في غناء الراب والهيب هوب لكي يطور مهاراته ويصبح فنان مشهور حيث قام في البداية بتسجيل شريط مشترك مع مستر سي والذي كان فنان دي.جي محلي يعمل لصالح مغني الراب بيج دادي كين، وقع الشريط المسجل بأيدي شون كومبس والذي عمل بشركت التسجيلات Uptown Records والذي أصبح في علاقة صداقة مع والاس بعد أن التقيا بفترة قصيرة.
الأغنية منفردة الأولى التي قام والاس بتأديتها Party and Bullshit والتي تعني (حفلة وكلام هراء) وظهوره البارز في ريمكس أغنية مستر جي بليج Real Love (الحب الحقيقي)، هي التسجيلات الأولى لوالاس والتي نالت اعجاب الجمهور.
في عام 1994 اصدر الالبوم الأول لوالاس Ready to Die (مستعد للموت) والذي اعتبر تجسيد واقعي لكلاسيكية موسيقى الجينير وذلك بفضل كلمات الاغاني الجيدة والمركبة التي كان يؤلفها والاس.

## العداوة بين أقطاب الهيب هوب
بالرغم من أن البومه ضمن له مقعد بين مقاعد النجوم، الا انه اكتسب شهرته في الأساس من المناوشات والتصاريح النارية والعداوة التي كانت بين فناني الراب الساحل الشرقي وبين نظرائهم من الساحل الغربي في الولايات المتحدة، قبل إصدار البوم والاس الأول تدهورت علاقته مع صديقه توباك شاكور وهو مغني راب نيويوركي والذي انتقل لاحقا إلى ولاية لوس انجلوس حيث قاما سويا بتأدية عدد من الاغاني وحتى ظهورهم معا في حفلة غنائية عام 1994.
في نوفمبر من نفس العام اتت القشة التي قصمت ظهر البعير والتي انهت العلاقة نهائيا بين والاس وشاكور عندما اعرب الأخير عن شكوكه بان والاس وكومبس هم المسؤولين عن محاولة اغتياله، بعد إطلاق سراح شاكور من السجن عام 1995 انضم إلى شركة التسجيلات Death Row Records مما أدى خلق مشاكل كبيرة بين الأخيرة وبين شركة التسجيلات الخاصة بوالاس Bad Boy Records، نبعت هذه الخلافات من حقيقة كون كلتا الشركتين كانتا الأهم والأشهر في مجال الهيب هوب وطبيعة العلاقة التنافسية وتعبئة روح الضغينة بين مسؤولي الشركتين في التسعينات ناهيك عن وجود اثنين من أكبر نجوم الهيب هوب في تلك الفترة، كل في مواجهة الآخر.
بعد اغتيال توباك شاكور في حادث إطلاق نار في ولاية لاس فيجاس خرجت شائعات تدل على تورط والاس في حادثة الاغتيال ولكن الأخير نفى هذه الشائعات فور صدورها، في نفس الفترة اصيب والاس في رجله بسبب حادث طريق الامر الذي اجبره على استخدام العكاز لبقية حياتة.

## موته
في التاسع من مارس عام 1997 تم إطلاق النار على والاس حتى الموت بجانب متحف بيترسن في مدينة لوس انجلوس حيث كان في طريقه لاحياء حفل غنائي، فبعد أن اوقف سيارته عند الإشارة الحمراء فتح زجاج سيارة مجاورة له وتم إطلاق الرصاص منها باتجاه والاس، اصيب الأخير بستة رصاصات ومات بعد عدة دقائق، لم يعرف أحد الظروف التي ادت إلى قتله ولكن البعض يقول انهم اصدقاء المغني الشهير «توباك» tupac بعد علمهم بأن بيغي متهم بقتل صديقهم توباك.

## ألبومات اصدرت بعد موته
ألبوم والاس الثاني Life After Death (الحياة بعد الموت) والذي اصدر بعد اسبوعين فقط من رحيله والذي حصل على المرتبة الأولى في عدد المبيعات وذلك حسب إحصائيات مجلة Billboard الشهيرة والتي تعنى بشؤون الموسيقى، تم بيع 10 ملايين نسخة من هذا الالبوم في جميع ارجاء العالم والذي يعتبر أحد انجح البومات الهيب هوب على الصعيد العالمي.
في عام 1999 اصدر الالبوم الثالث لوالاس Born Again (ولد من جديد) والذي حوى أشهر الاغاني N.O.T.O.R.I.O.U.S (المشهور) وأيضا Dead Wrong (المخطيء).

## الفيلم السينمائي Notorious
في تاريخ 16 يناير 2009 تم إصدار فيلم سينمائي يخلد ذكرى والاس والذي كانت تناديه امه بالاسم (كريسيبو)، يحكي الفلم عن قصة حياة والاس بأسلوب رائع حيث تطغى ملامح العمل الدرامي المتقن، مدعم بالموسيقى ولمسات الواقعية في التمثيل والإخراج، الفيلم من بطولة جمال وولارد ومحمد ديون.

## روابط خارجية
- نوتوريوس بي. آي. جي. على موقع IMDb (الإنجليزية)
- نوتوريوس بي. آي. جي. على موقع الموسوعة البريطانية (الإنجليزية)
- نوتوريوس بي. آي. جي. على موقع ميوزك برينز (الإنجليزية)
- نوتوريوس بي. آي. جي. على موقع رولينغ ستون (الإنجليزية)
- نوتوريوس بي. آي. جي. على موقع رولينغ ستون (الإنجليزية)
- نوتوريوس بي. آي. جي. على موقع رولينغ ستون (الإنجليزية)
- نوتوريوس بي. آي. جي. على موقع إن إن دي بي (الإنجليزية)
- نوتوريوس بي. آي. جي. على موقع أول ميوزيك (الإنجليزية)
- نوتوريوس بي. آي. جي. على موقع أول ميوزيك (الإنجليزية)
- نوتوريوس بي. آي. جي. على موقع ديسكوغز (الإنجليزية)
- نوتوريوس بي. آي. جي. على موقع ديسكوغز (الإنجليزية)